# Mohamed Saïd Fazul
Said Mohamed Fazul (né en 1960) est un homme politique comorien, président de l'île de Mohéli entre 2002 et 2007.
Défait aux élections de juin 2007, il a pour successeur son rival Mohamed Ali Said. Il est gouverneur de l'île de Mohéli de 2016 à 2024.